# Saint-Pol-sur-Mer
Saint-Pol-sur-Mer è una località e un comune francese soppresso di 23 337 abitanti situato nel dipartimento del Nord nella regione dell'Alta Francia, associato al comune di Dunkerque.
Il 9 dicembre 2010, insieme al comune di Fort-Mardyck, si è fuso con il comune di Dunkerque, acquisendo lo status di comune associato allo stesso.

## Società

### Evoluzione demografica
Abitanti censiti